# Ruby Keeler

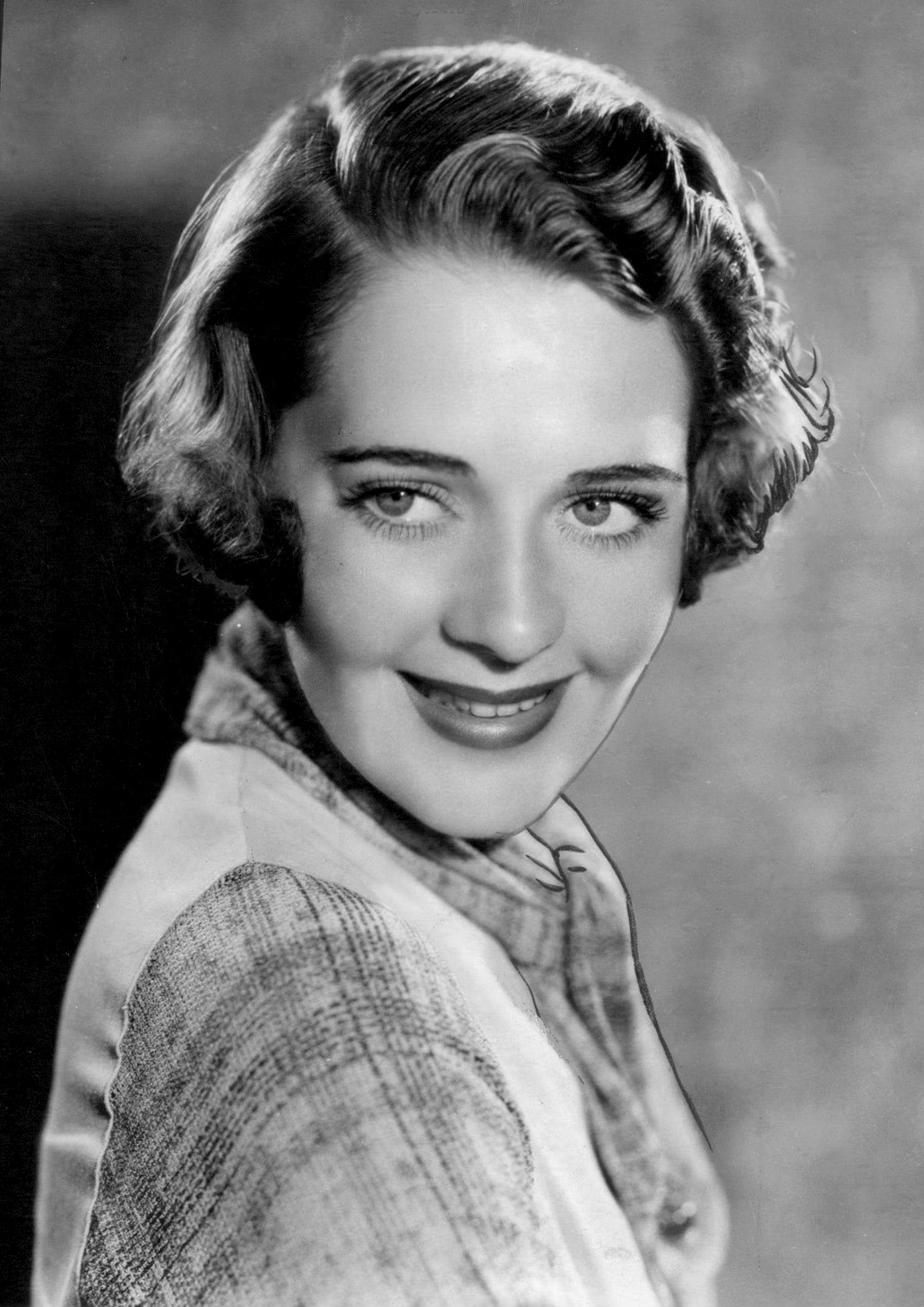
Ruby Keeler på en reklambild för filmen Footlight Parade.

Ruby Keeler, född som Ethel Hilda Keeler den 25 augusti 1909 i Dartmouth, Nova Scotia, död 28 februari 1993 i Rancho Mirage, Kalifornien (i cancer), var en amerikansk skådespelare, dansare och sångare.
Keeler föddes i Dartmouth, en förstad till Halifax vid den kanadensiska atlantkusten. När hon var tre år gammal flyttade familjen till New York, där hennes far försörjde sig som iskarl. Trots att familjen var i det närmaste utblottad, började hon ta danslektioner när hon var tio år. Som trettonåring var hon en fulländad steppdansös och när hon var fjorton började hon uppträda i shower på Broadway.
År 1927 åkte hon till Los Angeles för ett kortare engagemang och där träffade hon Al Jolson; de gifte sig 1928. Hennes filmdebut skedde 1933 i 42:a gatan. Hon medverkade i en rad musikalfilmer under 1930-talet och var en av Hollywoods populäraste musikalstjärnor.
Keeler och Jolson skilde sig 1940. Hon gjorde ytterligare en film 1941, gifte sig sedan med en fastighetsmäklare och drog sig tillbaka från filmen. År 1970 gjorde hon en triumfartad comeback på Broadway i musikalen No No Nanette.
Keeler har förärats med en stjärna på Hollywood Walk of Fame vid adressen 6730 Hollywood Blvd.

## Filmografi
Långfilmer
- 1930 – Show Girl in Hollywood
- 1933 – 42:a gatan
- 1933 – Gold Diggers of 1933
- 1933 – Footlight Parade
- 1934 – Oss millionärer emellan
- 1934 – Flirtparaden
- 1935 – Flottans käcka pojkar
- 1935 – Casino de Paris
- 1936 – Colleen
- 1937 – Ready, Willing and Able
- 1938 – Mother Carey's Chickens
- 1941 – Sweetheart of the Campus
- 1970 – The Phynx
- 1988 – På rymmen i Beverly Hills

Kortfilmer
- 1929 – Ruby Keeler
- 1930 – Screen Snapshots Series 9, No. 20
- 1934 – And She Learned About Dames
- 1937 – Screen Snapshots Series 16, No. 7
- 1937 – A Day at Santa Anita
- 1938 – Hollywood Handicap
- 1940 – Screen Snapshots: Hollywood Recreation